# Wolnoje (obwód astrachański)
Wolnoje (ros. Вольное) – wieś w Rosji, w obwodzie astrachańskim, w rejonie charabalińskim. W 2010 liczyła 2035 mieszkańców.